# Eduardo Schwank
Eduardo Schwank (Rosario, 23 de abril de 1986) é um ex-tenista profissional argentino. Seu melhor ranking foi de número 48, em 2010, nos Jogos Pan-Americanos de 2007, conquistou o bronze em simples, e o ouro em duplas.

## Grand Slam finais

### Duplas: 1 (0–1)
| Resultado | Ano  | Campeonato    | Piso   | Parceiro             | Oponentes                | Placar             |
| --------- | ---- | ------------- | ------ | -------------------- | ------------------------ | ------------------ |
| Vice      | 2011 | Roland Garros | Saibro | Juan Sebastián Cabal | Max Mirnyi Daniel Nestor | 6–7(3–7), 6–3, 4–6 |

### Duplas Mistas: 1 (0–1)
| Resultado | Ano  | Campeonato | Piso | Parceira     | Oponentes               | Placar                |
| --------- | ---- | ---------- | ---- | ------------ | ----------------------- | --------------------- |
| Vice      | 2011 | US Open    | Duro | Gisela Dulko | Melanie Oudin Jack Sock | 6–7(4–7), 6–4, [8–10] |

## ATP finais

### Duplas: 3 (1–2)
| Legenda                           |
| --------------------------------- |
| Grand Slam (0–1)                  |
| ATP World Tour Finals (0–0)       |
| ATP World Tour Masters 1000 (0–0) |
| ATP World Tour 500 Series (0–0)   |
| ATP World Tour 250 Series (1–1)   |

| Resultado | N. | Data            | Torneio                                 | Piso     | Parceiro             | Oponentes                          | Placar             |
| --------- | -- | --------------- | --------------------------------------- | -------- | -------------------- | ---------------------------------- | ------------------ |
| Campeão   | 1. | 18 Julho 2010   | Mercedes Cup, Stuttgart, Alemanha       | Saibro   | Carlos Berlocq       | Christopher Kas Philipp Petzschner | 7–6(7–5), 7–6(8–6) |
| Vice      | 1. | 31 Outubro 2010 | Open Sud de France, Montpellier, França | Duro (i) | Marc López           | Stephen Huss Ross Hutchins         | 2–6, 6–4, [8–10]   |
| Vice      | 2. | 4 Junho 2011    | French Open, Paris, França              | Saibro   | Juan Sebastián Cabal | Max Mirnyi Daniel Nestor           | 6–7(3–7), 6–3, 4–6 |